# 줄리아 몽고메리

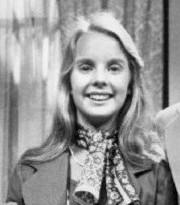

줄리아 몽고메리(Julia Montgomery, 1960년 7월 2일 ~ )는 미국의 배우, 텔레비전 배우, 영화배우이다.
캔자스시티에서 태어났다.

## 영화
- 샤프 (2013년) - 케이틀린 역
- 기숙사 대소동 4 (1994년)
- 기숙사 대소동 3 (1992년)
- 블랙 스노우 (1989년)
- 형사 콜롬보 - 피빛 결투 (1989년)
- 보이저호의 음모 (1988년)
- 스튜어디스 스쿨 (1986년)
- 기숙사 대소동 (1984년)
- 원 라이프 투 리브 (1968년)